# پولک‌پوست فیلیپینی
پولک‌پوست فیلیپینی (نام علمی: Manis culionensis) نام یک گونه از سرده پولک‌پوست است.